# Aeroportul Kabala
Aeroportul Kabala (IATA: KBA, ICAO: GFKB) este un aeroport din Sierra Leone ce deservește zona Kabala, Sierra Leone.
Situat la o altitudine de 308 m, aeroportul dispune de o singură pistă.